# Ragnhild Gløersen Haga
Ragnhild Gløersen Haga (* 12. Februar 1991 in Holter) ist eine ehemalige norwegische Skilangläuferin.

## Werdegang
Haga nahm bis 2011 an Juniorenrennen teil. Von 2011 bis 2014 trat sie vorwiegend beim Scandinavian Cup an. Beim European Youth Olympic Festival 2009 gewann sie einmal Silber und zweimal Bronze. Ihr erstes Weltcuprennen lief sie im März 2010 in Oslo, welches sie mit dem 47. Platz im 30-km-Massenstartrennen beendete. Bei den Juniorenweltmeisterschaften 2011 in Otepää holte sie zweimal Gold und einmal Bronze. Ihre ersten Weltcuppunkte holte sie im Februar 2011 in Drammen mit dem 24. Platz über 10 km klassisch. Im Januar 2012 erreichte sie in Nove Mesto mit dem dritten Platz mit der Staffel ihre erste und bisher einzige Podestplatzierung im Weltcup. Bei den U23-Weltmeisterschaften 2013 in Liberec gewann sie Gold im 15-km-Skiathlon und über 10 km Freistil. Bei den U23-Weltmeisterschaften 2014 im Val di Fiemme holte sie Silber im 15-km-Skiathlon. Ihre bisher beste Platzierung bei einem Weltcupeinzelrennen hatte sie im Dezember 2014 in Davos mit dem vierten Rang über 10 km Freistil. Die Tour de Ski 2015 beendete sie auf dem vierten Rang in der Gesamtwertung. Dabei erreichte sie beim Prologrennen in Oberstdorf den dritten Platz. Bei den Nordischen Skiweltmeisterschaften 2015 in Falun errang sie den 29. Platz über 10 km Freistil. Die Saison beendete sie auf dem fünften Platz im Distanz und Gesamtweltcup. Zu Beginn der Saison 2015/16 belegte sie den 12. Platz bei der Nordic Opening in Ruka. Dabei wurde sie Dritte bei der Sprintetappe. Bei der Tour de Ski 2016 errang sie mit fünf Top-Zehn-Platzierungen den sechsten Platz in der Gesamtwertung. Ende Januar 2016 kam sie bei den norwegischen Meisterschaften auf den dritten Platz im Skiathlon. Zum Saisonende errang sie den 13. Platz im Gesamtweltcup und den zehnten Platz im Distanzweltcup. Nach Platz zehn bei der Weltcup-Minitour in Lillehammer zu Beginn der Saison 2016/17, holte sie in La Clusaz mit der Staffel ihren ersten Weltcupsieg. Bei den Nordischen Skiweltmeisterschaften 2017 in Lahti wurde sie Vierte im 30-km-Massenstartrennen. Beim Weltcup-Finale in Québec kam sie auf den 12. Platz in der Gesamtwertung und erreichte den 19. Platz im Gesamtweltcup und den 15. Rang im Distanzweltcup. Im April 2017 gewann sie den Svalbard skimaraton über 42 km klassisch.
Nach mehreren Podiumsplatzierungen in der Weltcupsaison wurde Haga für die Olympischen Winterspiele 2018 in Pyeongchang nominiert. Dort startete sie zunächst im Skiathlon, verlor aber schon im klassischen Part den Anschluss an die Spitzengruppe und wurde am Ende Fünfzehnte. Fünf Tage später überraschte sie über 10 km Freistil, als sie im Verlaufe des Rennens immer mehr aufdrehte und mit 20,3 Sekunden Vorsprung vor der Olympiasiegerin im Skiathlon Charlotte Kalla die Goldmedaille gewinnen konnte. Ihren nächsten Einsatz hatte Haga in der 4 × 5-km-Staffel. Haga lief den ersten Freistilpart und wurde, nachdem ihre Landsfrau Astrid Jacobsen schwächelte, mit fast 30 Sekunden Rückstand auf die Spitze in das Rennen geschickt. Sie konnte die Lücke auf die führenden Schwedinnen und Russinnen aber fast komplett schließen und Schlussläuferin Marit Bjørgen erlief schließlich im Duell gegen Stina Nilsson Gold für die norwegische Staffel. Am Schlusstag der Olympischen Spiele belegte Haga den 12. Platz im 30-km-Massenstartrennen in der klassischen Technik. Zum Saisonende wurde sie Vierte beim Weltcupfinale in Falun und erreichte den neunten Platz im Gesamtweltcup und den achten Rang im Distanzweltcup.
In der Saison 2018/19 errang Haga den neunten Platz beim Lillehammer Triple und den zehnten Platz im 30-km-Massenstartrennen bei den Nordischen Skiweltmeisterschaften 2019 in Seefeld in Tirol. Zudem siegte sie in Beitostølen mit der Staffel und erreichte zum Saisonende den 27. Platz im Gesamtweltcup und den 16. Rang im Distanzweltcup. Nach Platz 28 beim Nordic Opening zu Beginn der Saison 2019/20, belegte sie den 17. Platz bei der Tour de Ski 2019/20 und den 13. Rang bei der Skitour und erreichte damit den 19. Platz im Gesamtweltcup und den 16. Rang im Distanzweltcup. Im folgenden Jahr wurde bei den Nordischen Skiweltmeisterschaften in Oberstdorf Siebte über 10 km Freistil. In der Saison 2021/22 kam sie bei der Tour de Ski 2021/22 auf den 17. Platz und bei den Olympischen Winterspielen 2022 in Peking auf den 29. Platz im Skiathlon, auf den 28. Rang im 30-km-Massenstartrennen sowie auf den fünften Platz mit der Staffel. Im Mai 2022 heiratete sie den Skilangläufer Øyvind Gløersen.

## Erfolge

### Weltcupsiege im Einzel
| Nr. | Datum         | Ort  | Disziplin                  |
| --- | ------------- | ---- | -------------------------- |
| 1   | 12. März 2023 | Oslo | 50 km Freistil Massenstart |

### Etappensiege bei Weltcuprennen
| Nr. | Datum             | Ort  | Disziplin                   | Rennen              |
| --- | ----------------- | ---- | --------------------------- | ------------------- |
| 1.  | 26. November 2017 | Ruka | 10 km Verfolgung Freistil 1 | Nordic Opening 2017 |

### Weltcupsiege im Team
| Nr. | Datum             | Ort         | Disziplin          |
| --- | ----------------- | ----------- | ------------------ |
| 1.  | 18. Dezember 2016 | La Clusaz   | 4 × 5 km Staffel 1 |
| 2.  | 9. Dezember 2018  | Beitostølen | 4 × 5 km Staffel 2 |

## Medaillen bei nationalen Meisterschaften
- 2009: Gold mit der Staffel
- 2010: Bronze im Teamsprint
- 2012: Silber mit der Staffel, Bronze im Teamsprint
- 2013: Gold im Teamsprint, Silber mit der Staffel
- 2014: Gold mit der Staffel
- 2016: Bronze im Skiathlon
- 2018: Gold über 30 km, Bronze über 10 km, Bronze im Skiathlon, Bronze über 5 km
- 2021: Silber über 10 km
- 2022: Silber im Skiathlon
- 2023: Silber über 10 km

## Teilnahmen an Weltmeisterschaften und Olympischen Winterspielen

### Olympische Spiele
- 2018 Pyeongchang: 1. Platz 10 km Freistil, 1. Platz Staffel, 12. Platz 30 km klassisch Massenstart, 15. Platz 15 km Skiathlon
- 2022 Peking: 5. Platz Staffel, 28. Platz 30 km Freistil Massenstart, 29. Platz 15 km Skiathlon

### Nordische Skiweltmeisterschaften
- 2015 Falun: 29. Platz 10 km Freistil
- 2017 Lahti: 4. Platz 30 km Freistil Massenstart
- 2019 Seefeld in Tirol: 10. Platz 30 km Freistil Massenstart
- 2021 Oberstdorf: 7. Platz 10 km Freistil

## Platzierungen im Weltcup

### Weltcup-Statistik
Die Tabelle zeigt die erreichten Platzierungen im Einzelnen.
- 1.–3. Platz: Anzahl der Podiumsplatzierungen
- Top 10: Anzahl der Platzierungen unter den ersten zehn
- Punkteränge: Anzahl der Platzierungen innerhalb der Punkteränge
- Starts: Anzahl gelaufener Rennen in der jeweiligen Disziplin
- Hinweis: Bei den Distanzrennen erfolgt die Einordnung gemäß FIS.

| Platzierung         | Distanzrennen a | Distanzrennen a | Distanzrennen a | Distanzrennen a | Distanzrennen a | Skiathlon Verfolgung | Sprint | Etappen- rennen b | Gesamt | Team   | Team    |
| Platzierung         | ≤ 5 km          | ≤ 10 km         | ≤ 15 km         | ≤ 30 km         | > 30 km         | Skiathlon Verfolgung | Sprint | Etappen- rennen b | Gesamt | Sprint | Staffel |
| ------------------- | --------------- | --------------- | --------------- | --------------- | --------------- | -------------------- | ------ | ----------------- | ------ | ------ | ------- |
| 1. Platz            |                 |                 |                 |                 | 1               | 1                    |        |                   | 2      |        | 2       |
| 2. Platz            |                 | 2               |                 |                 |                 | 1                    |        |                   | 3      |        |         |
| 3. Platz            | 1               | 1               |                 | 1               |                 | 1                    | 1      | 1                 | 6      |        | 1       |
| Top 10              | 4               | 23              | 4               | 3               | 1               | 12                   | 5      | 7                 | 59     |        | 12      |
| Punkteränge         | 10              | 47              | 5               | 9               | 2               | 26                   | 18     | 14                | 131    |        | 12      |
| Starts              | 10              | 52              | 5               | 12              | 2               | 27                   | 32     | 14                | 154    |        | 12      |
| Stand: Karriereende |                 |                 |                 |                 |                 |                      |        |                   |        |        |         |

### Weltcup-Gesamtplatzierungen
| Saison  | Gesamt | Gesamt | Distanz | Distanz | Sprint | Sprint |
| Saison  | Punkte | Platz  | Punkte  | Platz   | Punkte | Platz  |
| ------- | ------ | ------ | ------- | ------- | ------ | ------ |
| 2010/11 | 7      | 108.   | 7       | 73.     | -      | -      |
| 2011/12 | -      | -      | -       | -       | -      | -      |
| 2012/13 | 31     | 78.    | 27      | 57.     | -      | -      |
| 2013/14 | -      | -      | -       | -       | -      | -      |
| 2014/15 | 750    | 5.     | 402     | 5.      | 68     | 32.    |
| 2015/16 | 774    | 13.    | 470     | 10.     | 100    | 25.    |
| 2016/17 | 421    | 19.    | 287     | 15.     | 38     | 38.    |
| 2017/18 | 808    | 9.     | 588     | 8.      | -      | -      |
| 2018/19 | 278    | 27.    | 192     | 16.     | 28     | 44.    |
| 2019/20 | 478    | 19.    | 303     | 16.     | 53     | 37.    |
| 2020/21 | 58     | 57.    | 58      | 39.     | -      | -      |
| 2021/22 | 199    | 29.    | 132     | 18.     | 11     | 62.    |
| 2022/23 | 317    | 52.    | 317     | 28.     | -      | -      |